# Le Trépied
Pour l’article homonyme, voir Trépied.
Le Trépied est le point culminant de l'île Saint-Pierre, dans l'archipel de Saint-Pierre-et-Miquelon.

## Géographie
Le Trépied est situé dans le nord de l'île Saint-Pierre, la partie la plus escarpée de l'île. Avec 207 mètres d'altitude, il s'agit du point culminant de l'île. Il est accessible par un sentier de randonnée partant de Saint-Pierre.
Administrativement, il se trouve sur la commune de Saint-Pierre.